# ديريك فلمنج
ديريك فلمنج (بالإنجليزية: Derek Fleming)‏ (5 ديسمبر 1973 في المملكة المتحدة - ) هو لاعب كرة قدم بريطاني في مركز الدفاع. لعب مع بونيس يونايتد ودونفرملين أثلتيك ونادي بارتيك ثيسل ونادي دندي وهاميلتون أكاديميكال ونادي ألوا أثليتيك ونادي كاودينبيث لكرة القدم ولينليثغو روز ‏ ونادي ليفينغستون لكرة القدم.

## وصلات خارجية
- ديريك فلمنج على موقع قاعدة بيانات كرة القدم.إي يو (الإنجليزية)
- ديريك فلمنج على موقع Soccerbase.com (لاعب) (الإنجليزية)